# 寺島慎也
寺島慎也，是BB戰士設計者之一，是今石進的弟子，主要負責商品化角色設計工作。此外亦有參與「SD武者G世紀」模型漫畫繪製、以及動畫「SD GUNDAM FORCE」設計工作。
最為人熟悉的設計，包括100號「千生大將軍」、「霸道武者魔殺驅」、「光之七人眾」及「武者銳驅主」。2006年開始的「BB戰士三國傳」，更因為作品大受歡迎而廣為人知。

## 作品

### BB戰士相關
角色設計
- SD戰國傳 七人之超將軍篇

- 武者0傳

- 武者烈傳·零

- 武者烈傳 舞化武可篇
- BB戰士三國傳 風雲豪傑編
- BB戰士三國傳 英雄激突編
- BB戰士三國傳 戰神決鬥編
- 高達創戰者TRY-凱旋高達、星際凱旋高達、驚異紅武者

模型漫畫
- SD高達 武者G世紀（除首個商品化角色「武者Turn-A」外，擔任其餘角色模型漫畫繪製。）

動畫
- SD GUNDAM FORCE
- SD高達三國傳BraveBattleWarriors

## 其他作品
機械設計
- 夢使者

- 超級機械人大戰OG

- 超級機械人大戰OGs

- 爆丸

- 完全勝利（與另一位BB戰士設計元老今石進合作）

- 爆転シュート ベイブレード（補助機械設計）

人物設計
- 仮面天使ロゼッタ　ＴＨＥ　ＭＡＳＫＥＤ　ＡＮＧＥＬ

## 外部連結
- 夢使い官方網站 （页面存档备份，存于）